# Tempo velegrada / Demiurg
Drugi album Tempo velegrada/Demiurg izašao je za Menart u ožujku 2002. godine. Dvostruko ime albuma rezultat je kompromisa s izdavačkom kućom - Elemental su htjeli naziv "Demiurg", a Menart "Tempo velegrada". Snimljen je u Studiju 25 Mladena Maleka (Boa). Shotovi jazzy beatovi i dalje su bili okosnica pjesama, ali uz programiranu matricu nasnimljeni su vrhunski gostujući instrumentalisti: Matija Dedić (klavir), Mario Igrec (gitara), Josip Grah (truba), Tihomir Novak (kontrabas), Mladen Malek (gitara, klavijature i bubanj), Henry Radanović (bas i akustična gitara), Tonči Grabušić (bubanj i udaraljke), Darko Jurković Charlie (gitara) i Robert Furčić (klavijature). Od Elementalove prateće postave bas je svirao Marijo Bilić, a Davor Marić gitaru. Vokali koji su dali svoj doprinos bili su šibenski reper Mister Miyagy, Tram 11, Špica Magellano, Bizzo iz Bolesne braće i Meri Trošelj. Kao prvi singl s albuma izlazi pjesma “Vidi me sad” koja se smatra jednom od prvih hrvatskih dancehall pjesama. Kao drugi single izlazi “Dal’ sjećaš se” za koju je spot napravio Badcat.

## Popis pjesama
| 1.    | »Demiurg (Intro)«                                              |                                                                                    | Luka Tralić Shot, Gordan Radočaj Ink, Mirela Priselac Remi                            | 1:14 |
| 2.    | »Elementalitet« (featuring Matija Dedić)                       | Luka Tralić Shot, Mirela Priselac Remi, Gordan Radočaj Ink                         | Luka Tralić Shot, Gordan Radočaj Ink, Mirela Priselac Remi, Matija Dedić              | 5:38 |
| 3.    | »Daj mi« (featuring Master Miyagi (One II Many))               | Gordan Radočaj Ink, Tonči Mijalić                                                  | Luka Tralić Shot, Gordan Radočaj Ink, Mirela Priselac Remi                            | 4:28 |
| 4.    | »Kaj čekaš«                                                    | Mirela Priselac Remi, Gordan Radočaj Ink, Luka Tralić Shot,                        | Luka Tralić Shot, Gordan Radočaj Ink, Mirela Priselac Remi                            | 4:25 |
| 5.    | »Tempo velegrada« (featuring Mario Igrec (Cubismo))            | Gordan Radočaj Ink, Luka Tralić Shot, Mirela Priselac Remi                         | Luka Tralić Shot, Gordan Radočaj Ink, Mirela Priselac Remi, Mario Igrec               | 5:16 |
| 6.    | »Shot«                                                         |                                                                                    | Luka Tralić Shot, Gordan Radočaj Ink, Mirela Priselac Remi                            | 0:33 |
| 7.    | »Š.B.B. K.B.B.«                                                | Gordan Radočaj Ink, Luka Tralić Shot, Mirela Priselac Remi                         | Luka Tralić Shot, Gordan Radočaj Ink, Mirela Priselac Remi                            | 4:02 |
| 8.    | »Znaš znanje« (featuring Tram 11)                              | Gordan Radočaj Ink, Luka Tralić Shot, Mirela Priselac Remi, Nenad Šimun, Srđan Ćuk | Luka Tralić Shot, Gordan Radočaj Ink, Mirela Priselac Remi                            | 5:32 |
| 9.    | »Vidi me sad«                                                  | Gordan Radočaj Ink, Luka Tralić Shot, Mirela Priselac Remi                         | Luka Tralić Shot, Gordan Radočaj Ink, Mirela Priselac Remi                            | 5:01 |
| 10.   | »Hrvatski psiho«                                               | Gordan Radočaj Ink, Luka Tralić Shot, Mirela Priselac Remi                         | Luka Tralić Shot, Gordan Radočaj Ink, Mirela Priselac Remi                            | 6:16 |
| 11.   | »Noćna ptica« (featuring Špica Magellano (Doppler Efekt))      | Ivan Vuković, Gordan Radočaj Ink, Mirela Priselac Remi                             | Luka Tralić Shot, Gordan Radočaj Ink, Mirela Priselac Remi                            | 5:12 |
| 12.   | »Ink«                                                          |                                                                                    | Luka Tralić Shot, Gordan Radočaj Ink, Mirela Priselac Remi                            | 0:47 |
| 13.   | »Dal sjećaš se…« (featuring Josip Grah i Tihomir Novak)        | Gordan Radočaj Ink, Mirela Priselac Remi                                           | Luka Tralić Shot, Gordan Radočaj Ink, Mirela Priselac Remi, Josip Grah, Tihomir Novak | 5:50 |
| 14.   | »Idem lagano dalje« (featuring Mladen Malek)                   | Gordan Radočaj Ink, Luka Tralić Shot, Mirela Priselac Remi                         | Luka Tralić Shot, Gordan Radočaj Ink, Mirela Priselac Remi, Mladen Malek              | 4:56 |
| 15.   | »Zajedno smo skupa« (featuring Bizzo Brigante (Bolesna Braća)) | Gordan Radočaj Ink, Luka Tralić Shot, Mirela Priselac Remi, Petar Radojčić Bizzo   | Luka Tralić Shot, Gordan Radočaj Ink, Mirela Priselac Remi                            | 5:03 |
| 16.   | »Remi«                                                         |                                                                                    | Luka Tralić Shot, Gordan Radočaj Ink, Mirela Priselac Remi                            | 0:42 |
| 17.   | »Nema vremena«                                                 | Mirela Priselac Remi                                                               | Luka Tralić Shot, Gordan Radočaj Ink, Mirela Priselac Remi                            | 3:59 |
| 18.   | »Rima-ritam-muzika 2« (featuring Quartet Sensitive)            | Gordan Radočaj Ink, Luka Tralić Shot, Mirela Priselac Remi                         | Henry Radanović, Robert Funčić                                                        | 5:37 |
| 73:59 |                                                                |                                                                                    |                                                                                       |      |

#### Sampleovi
- "Znaš znanje" sadrži sample pjesme Arsena Dedića "Znat ćeš" (1975.)
- "Noćna ptica" sadrži sample pjesme Rade Šerbedžije "Ne daj se Ines" (1974.)
- "Dal sjećaš se..." sadrži sample pjesme "Somethin' 'Bout 'Cha" (1976.) američkog blues i r'n'b glazbenika Latimorea

## Izvođači
- Branimir Kolarek - dizajn omota
- Darko Jurković Charlie (Quartet Sensitive) - električna gitara na “Rima-ritam-muzika 2”
- Davor Marić - gitara na “Daj mi”, “Nema vremena”
- Gordan Radočaj Ink - vokal
- Henry Radanović (Quartet Sensitive) - glazba, aranžman, bas gitara i akustiča gitara za “Rima-ritam-muzika 2”
- Ivan Vuković (Špica Magellano) - vokal/gostujući MC na “Noćna ptica”
- Josip Grah - truba na “Dal sjećaš se…”
- Luka Tralić Shot - vokal, produkcija, mix, mastering
- Mare Milin - fotografije
- Marijo Bilić - bas gitara na “Elementalitet”, “Š.B.B. K.B.B.”, “Dal sjećaš se…”, “Idem lagano dalje”
- Mario Igrec - gitara na “Tempo velegrada”
- Matija Dedić - klavir na “Elementalitet”
- Meri Trošelj (Quartet Sensitive) - vokal na “Rima-ritam-muzika 2”
- Mirela Priselac Remi - vokal
- Mladen Malek - tonsko snimanje, mastering u Studiju 25, bubnjevi na “Idem lagano dalje”, gitara na “Daj mi”, klavijature na “Nema vremena”
- Nenad Šimun (Target) - vokal/gostujući MC na “Znaš znanje”
- Petar Radojčić (Bizzo) - vokal/gostujući MC na “Zajedno smo skupa”
- Robert Funčić - aranžman, snimanje, produkcija, mix i klavijature na “Rima-ritam-muzika 2”
- Simona - šminka
- Srđan Ćuk (General Woo) - vokal/gostujući MC na “Znaš znanje”
- Tihomir Novak - kontrabas na “Dal sjećaš se…”
- Tonči Mijalić (Master Miyagi) - vokal/gostujući MC na “Daj mi”
- Tonči Grabušić (Quartet Sensitive) - bubnjevi i udaraljke na “Rima-ritam-muzika 2”